# Ángel López Jiménez
Ángel López Jiménez (n. Toledo; 1955) es un astrónomo aficionado español, que trabaja en el Observatorio Astronómico de Consell, en la isla de Mallorca.
Ángel López está titulado en Física por la Universidad Autónoma de Barcelona y es astrónomo aficionado, siendo descubridor de varios asteroides.

## Publicaciones
- Astrometría con CCD - Ángel López, Rafael Pacheco, Manolo Blasco (Tribuna de Astronomía nº125 abril de 1996)[1]
- Aplicaciones de las CCD al seguimiento y búsqueda de asteroides - Ángel López, Rafael Pacheco (Meteors Sept/Oct 1997)[1]
- Búsqueda y seguimiento de asteroides con CCD - Ángel López, Rafael Pacheco (Tribuna de Astronomía nº144 noviembre de 1997)[1]
- Mosaicos de imágenes con CCD - Ángel López, Rafael Pacheco (Tribuna de Astronomía nº151 junio de 1998)[1]
- Crónica de la aproximación a la tierra de 1998 QP - Ángel López fakll, Rafael Pacheco (Tribuna de Astronomía nº159 febrero de 1999)[1]